# 月岡瞳
月岡 瞳（つきおか ひとみ、1985年2月27日 - ）は、RNB南海放送の社員。元アナウンサー。愛媛県松山市出身。

## 略歴
愛媛県立松山北高等学校、愛媛大学法文学部(夜間)を卒業。2006年には松山マドンナ大使を務めた。
2007年南海放送に総合職社員として入社した。営業職から始まったが、2010年4月からアナウンサーに異動した。担当するラジオ番組では出演だけではなくディレクターも兼任している。
2015年結婚。2019年第1児出産。2020年9月の人事異動にて一旦アナウンス職を離れる。

## 担当番組
テレビ
- 「ヒ・ト・ミ目線」[6]（木曜日/24:54～）
- 「大好き!まつやま〜たから咲かせ隊〜」[7]（土曜日/20:54〜）

ラジオ
- 「週刊 愛顔のえひめ」（土曜日/9:20～）
- 「矢野真弓のことばのパワースポット」（木/23:00～）

## 主な過去の担当番組
テレビ
- 「愛顔のえひめ」（日曜日/21:54～）

ラジオ
- 「瞳のモーニングクリップ」（月～金/6:30～）
- 「木藤たかおのラヂオ本町!一丁目一番地!」（土曜日/7:10～）
- 「江刺伯洋の土曜はどうよ!?」（土曜日/7:20～）
  - 「朗読・水野広徳自伝」（7:30～）
- 「フォーマットRADIO 木藤たかおの日曜Press-Club」（日曜日/9:00～）
- 「萬翠荘アワー」（日曜日/17:30～）